# Khu tự trị Thái
Xứ Thái (tiếng Thái: Chau Thai; tiếng Pháp: Pays Taï), hoặc Khu Tự trị Thái (tiếng Thái: สิบสองจุไทย (Mười hai xứ Thái); tiếng Pháp: Territoire autonome Taï, TAT) là một lãnh địa tự trị tồn tại trên phần lớn khu vực Tây Bắc Việt Nam từ năm 1948 đến 1954.

## Lược sử
Miền đất này từng là nơi chồng lấn của nhiều thế lực chính trị tại khu vực phía Nam Trung Hoa, trước khi trở thành một phần của Liên bang Đông Dương. Sau khi Phát xít Nhật đầu hàng Việt Minh, khu vực này thuộc quyền kiểm soát của Việt Nam Dân chủ Cộng hòa. Trong thời gian Thực dân Pháp quay lại xâm lược Việt Nam, đây là vùng tranh chấp giữa Việt Minh và các lực lượng của Pháp. Tới năm 1954, với việc Thực dân Pháp thất trận tại Điện Biên Phủ và phải rút khỏi Việt Nam, khu vực này tiếp tục được Việt Nam Dân chủ Cộng hòa quản lý.

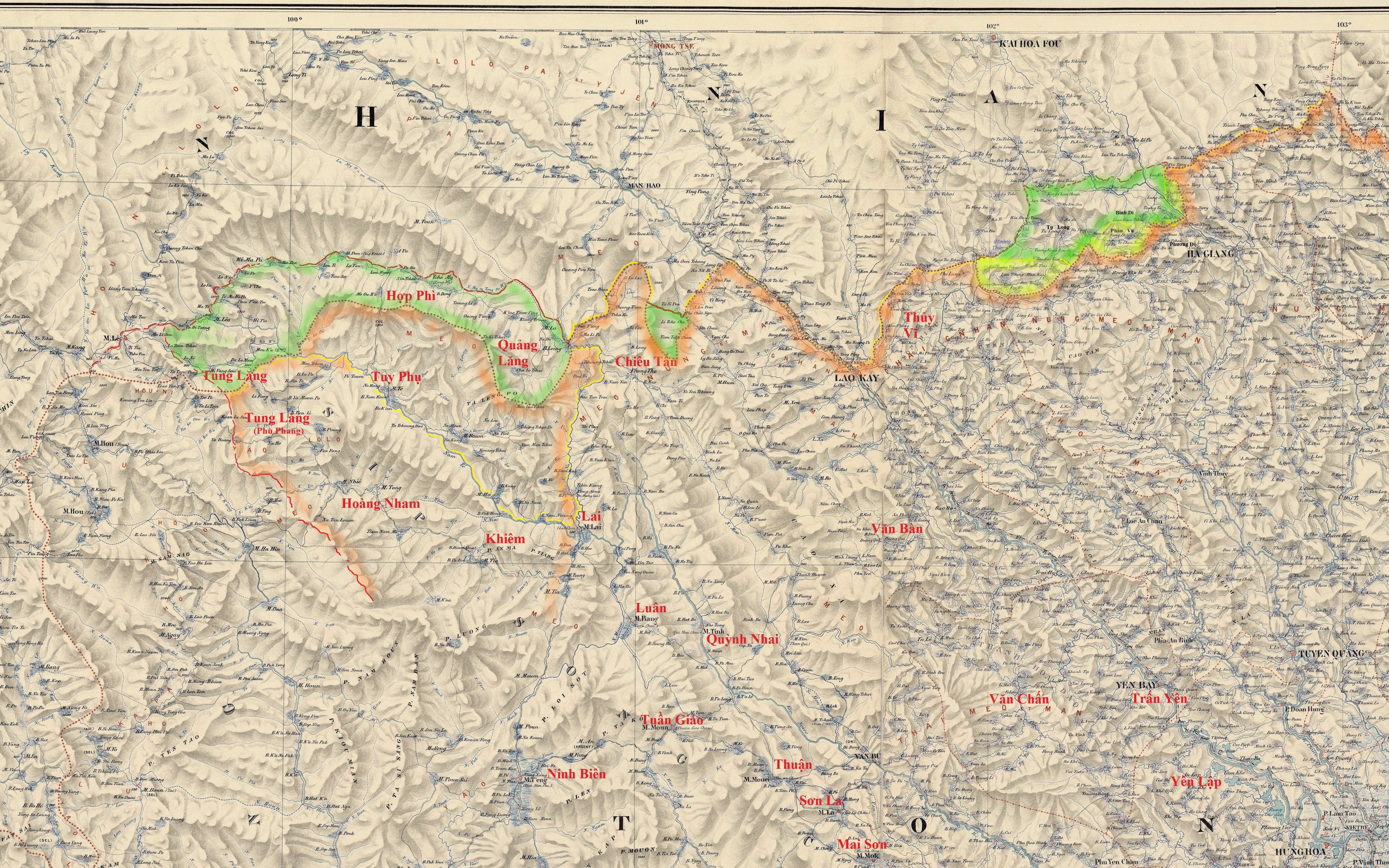
Các địa danh vùng biên giới tây bắc giữa tỉnh Hưng Hóa (Việt Nam) với tỉnh Vân Nam (Trung Quốc) vào đầu thế kỷ XX, được cho là 7 châu của phủ An Tây (trừ Chiêu Tấn) Việt Nam mất về Trung Quốc: Mường La-Quảng Lăng, Mường Tè-Tuy Phụ, Mường Tong-Hoàng Nham, Phong Thổ-Chiêu Tấn, Mường Boum hoặc M.Léo-Lễ Tuyền, Tché My (Xiềng My)-Hợp Phì, Khiêm Châu - Mường Tinh (M.Tía), Tung Lăng - Phù Phang (Pou Fang gần Mường Nhé (M.Nhié)) hoặc Quảng Lăng (Ta Leng Po).

### Tiền Pháp thuộc
Nhằm bảo vệ cương thổ, lịch đại quân chủ phong kiến Việt Nam thường cai trị vùng này theo lối ki mi, trao quyền tự trị nhất định cho các sắc tộc thiểu số, trong đó có người Thái và Mông. Dù vậy, các khu vực này được đặt các vùng này vào các đơn vị hành chính chứ không được công nhận như những thổ ti.
Theo David Wyatt, trong cuốn Thailand: A short history, người Thái xuất xứ từ phía Nam Trung Hoa, có cùng nguồn gốc với người Choang, Tày, và Nùng. Dưới sức ép của người Hán và người Việt ở phía Đông và Bắc, người Thái dần di cư về phía Nam và Tây Nam. Người Thái xâm nhập Miền Bắc Việt Nam từ thế kỷ VII đến thế kỷ XIII. Trung tâm của dân tộc Thái khi đó là Mường Thanh; từ đó họ tỏa đi khắp nơi ở Đông Nam Á như Lào, Xiêm, Shan, sang tận Đông Bắc Ấn Độ cũng như Vân Nam.
Theo sử sách Việt Nam, vào thời Nhà Lý, man Ngưu Hống thuộc đạo Đà Giang (được cho là một khu vực cư trú của người người Thái Đen), đã triều cống lần đầu tiên vào năm 1067. Vào thế kỷ XIII, người Ngưu Hống từng liên kết với người Ai Lao chống lại Nhà Trần và bị đánh bại. Năm 1280, chúa đạo Đà Giang là Trịnh Giác Mật quy thuận Trần Nhật Duật nhưng chưa rõ nguồn gốc dân tộc của nhân vật này. Năm 1337, lãnh tụ Xa Phần bị giết sau một cuộc xung đột; xứ Ngưu Hống bị sáp nhập vào lãnh thổ Đại Việt và đổi tên thành Mường Lễ, hay Ninh Viễn (Lai Châu ngày nay) và giao cho họ Đèo cai quản. Năm 1431, lãnh tụ Đèo Cát Hãn, người Thái Trắng tại Mường Lễ, nổi lên chống lại triều đình, chiếm hai lộ Quy Hóa (Lào Cai) và Gia Hưng (giữa sông Mã và sông Đà), tấn công Mường Mỗi (Sơn La). Đèo Mạnh Vượng (con của Đèo Cát Hãn) lên làm tri châu. Năm 1466, khu vực lãnh thổ miền Tây Bắc Đại Việt, được cho là bao gồm cả những khu vực cư trú của người Thái, được tổ chức lại thành vùng (thừa tuyên) Hưng Hóa, gồm 3 phủ: An Tây (tức Phục Lễ), Gia Hưng và Quy Hóa, 4 huyện và 17 châu.
Những lãnh tụ Thái được gọi là "phìa tạo", được phép cai quản một số lãnh địa và trở thành quý tộc của vùng đó, như dòng họ Đèo cai quản các châu Lai, Chiêu Tấn, Tuy Phụ, Hoàng Nham; dòng họ Cầm các châu Phù Hoa, Mai Sơn, Sơn La, Tuần Giáo, Luân, Ninh Biên; dòng họ Xa cai quản châu Mộc; dòng họ Hà cai quản châu Mai, dòng họ Bạc ở châu Thuận; họ Hoàng ở châu Việt...
Năm 1841, trước sự đe dọa của người Xiêm La, triều đình Nhà Nguyễn kết hợp ba châu Ninh Biên, Tuần Giáo và Lai Châu bên bờ tả ngạn Mê Kông thành phủ Điện Biên.

### Liên bang Đông Dương

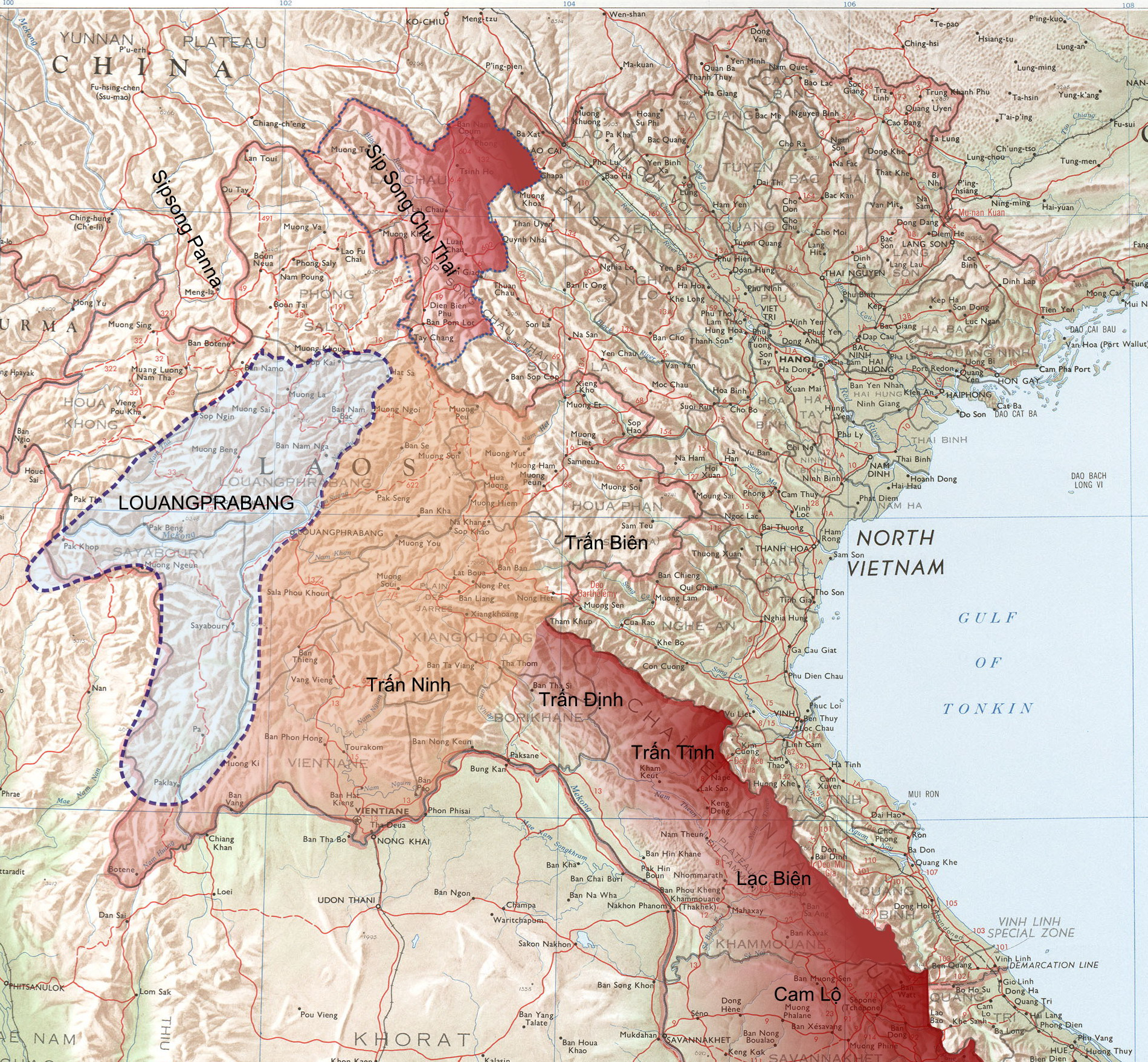
Sip Song Chau Thai thời Pháp thuộc 1887-1895.

Hiệu kỳ giai đoạn 1946 - 1950.

Năm 1890, Auguste Pavie, lúc bấy giờ là đại diện của Pháp tại Luang Prabang đề nghị với chính phủ bên chính quốc công nhận Đèo Văn Trị, một thủ lĩnh người Thái Trắng làm lãnh chúa xứ Thái vùng Sip Song Chau Tai - สิบหกชไทย. Sự việc này coi như trả công cho họ Đèo đã giúp người Pháp xác định khu vực biên giới giữa Việt Nam với Trung Quốc và Lào. Triều đình Huế theo đó phong cho Đèo Văn Trị chức tri châu, được phép thế tập (cha truyền con nối) tại Điện Biên, cai quản đạo Lai Châu, một lãnh thổ rộng lớn từ Điện Biên Phủ đến Phong Thổ.
Vào thập niên 1940 khi tình hình Chiến tranh Việt-Pháp ngày càng lan rộng, người Pháp quyết định tách xứ Thái ra khỏi Bắc Kỳ và chính thức thiết lập Khu tự trị Thái vào tháng 7 năm 1948. Nằm trong đơn vị này là các sắc dân Lô Lô, Khơ-mú, Dao và H'Mông đều thuộc quyền cai quản của lãnh chúa Thái. Chủ tâm của người Pháp là để tranh thủ sự ủng hộ của dân địa phương trong khi đánh dẹp Việt Minh. Khu tự trị Thái bao gồm tỉnh Lai Châu, Sơn La và Phong Thổ. Thủ phủ đặt ở thị xã Lai Châu cũ, nay là thị xã Mường Lay. Tiếng Thái và tiếng Pháp là hai ngôn ngữ chính thức của xứ Thái.

### Quốc gia Việt Nam
Năm 1950 dưới chính thể Quốc gia Việt Nam của Quốc trưởng Bảo Đại, chiếu theo Dụ số 6 ký ngày 15 Tháng Tư thì Khu Tự trị Thái được gom vào cùng với tỉnh Hải Ninh và Xứ Thượng Nam Đông Dương ở Cao nguyên Trung phần để thành Hoàng triều Cương thổ (tiếng Pháp: Domaine de la Couronne). Theo đó thì xứ Thái có vị khâm mạng cai trị nhân danh hoàng đế Bảo Đại. Khi người Pháp thất trận tại Đông Dương thì khu tự trị này cũng tan rã.

## Hành chính 1948 - 1954
- Cơ quan lập pháp là hội đồng đại biểu của các châu, có nhiệm kỳ là bốn năm.[8]
- Hành pháp có chủ tịch hành pháp xứ Thái do các đại biểu tri châu, tri trưởng bầu lên với 2/3 số phiếu; chức vụ này có nhiệm kỳ năm năm. Chủ tịch hành pháp có một cố vấn người Pháp giúp sức.[8]
- Tư pháp thì chiếu theo tục lệ cổ truyền.[8]

### Tiểu khu
1. Mường Tè
2. Mường So
3. Mường Sát
4. Mường Ma
5. Mường Lay
6. Mường Chiên
7. Mường Chăn
8. Mường Than
9. Mường Quài
10. Mường Thanh
11. Mường Muổi
12. Mường Lò

## Thành lậpKhu tự trị Tây Bắc
Ngày 29 tháng 4 năm 1955, Chủ tịch nước Hồ Chí Minh ban hành Sắc lệnh số 230-SL NGÀY 29 THÁNG 4 NĂM 1955 để thành lập Khu tự trị Thái-Mèo hay còn gọi là Khu tự trị Tây Bắc.

## Tên gọi qua các thời kỳ
- ? - 1067: Mường Ngưu Hống (thuộc vương quốc Đại Lý)
- 1067 - 1280: Mường Ngưu Hống
- 1337 - 1466: Mường Lễ
- 1466 - 1490: Thừa tuyên Hưng Hóa
- 1490 - 1509: Xứ Hưng Hóa
- 1509 - 1831: Trấn Hưng Hóa
- 1831 - 1841: Tỉnh Hưng Hóa
- 1841 - 1890: Phủ Điện Biên (thuộc Liên bang Đông Dương)
- 1890 - 1947: Sipsong Chautai (Mười hai xứ Thái / Pays Taï)
- 1947 - 1948: Liên bang Thái (Fendin Tai / Fédération Taï), Khu Tự trị Tây Bắc (Zone autonome du Nord Ouest) hoặc Xứ Thượng Bắc Đông Dương (Pays Montagnard du Nord Indochinois)
- 1948 - 1950: Khu Tự trị Thái (Territoire autonome Taï) hoặc Siphoc Chautai (Mười sáu xứ Thái)
- 1950 - 1954: Khu Tự trị Thái (Hoàng triều Cương thổ)
- 1954 - 1955: Khu Tự trị Thái (thuộc Việt Nam Dân chủ Cộng hòa)
- 1955 - 1962: Khu Tự trị Thái-Mèo
- 1962 - 1975: Khu Tự trị Tây Bắc
- 1975 - 1976: Vùng Tây Bắc
- 1976 - 1997: Vùng Tây Bắc bộ
- 1997 - nay: Tây Bắc bộ (thuộc Cộng hòa Xã hội chủ nghĩa Việt Nam)

## Thứ tự các đời lãnh chúa
- Trịnh Giốc Mật (nửa sau thế kỷ XIII)
- Xa Phần (nửa đầu thế kỷ XIV)
- Đèo Cát Hãn (nửa sau thế kỷ XIV - nửa đầu thế kỷ XV)
- Đèo Mạnh Vượng (giữa thế kỷ XV)
- Đèo Cầm Công (1650 - 1675)
- Đèo Kim Cát (? - ?)
- Đèo Văn Ơn (? - 1869)
- Đèo Văn Seng (1869 - 1878)
- Đèo Văn Trị (1878 - 1908)
- Đèo Văn Kháng (1908 - 1927)
- Đèo Văn Long[12] (1927 - 1975)
- Đèo Văn An (? - ?)
- Đèo Nàng Tỏi[12] (1975 - 2008)
- Đèo Văn Đức (2008 - ?)

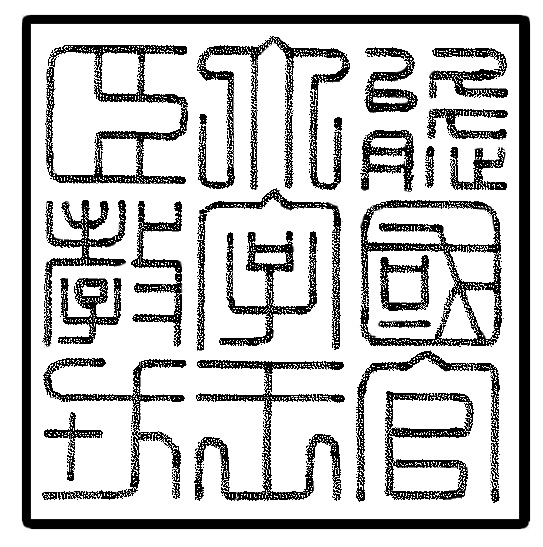
Dấu triện của chúa Thái thuộc hoàng triều Việt Nam
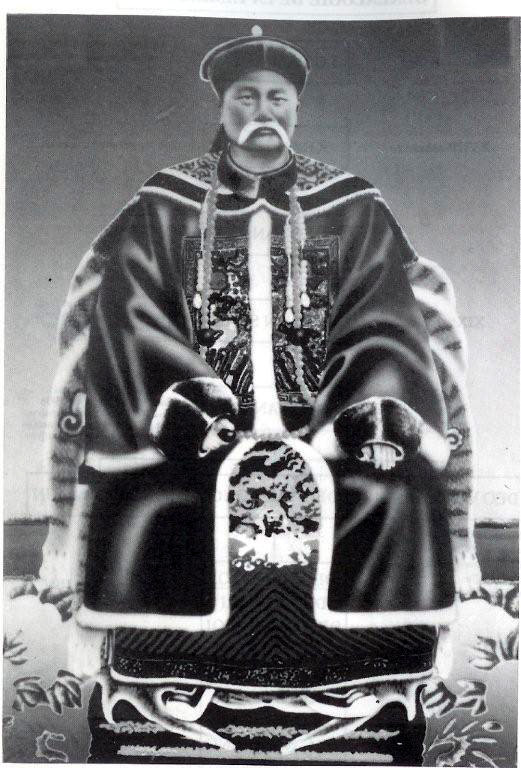
Chúa Đèo Văn Trị.
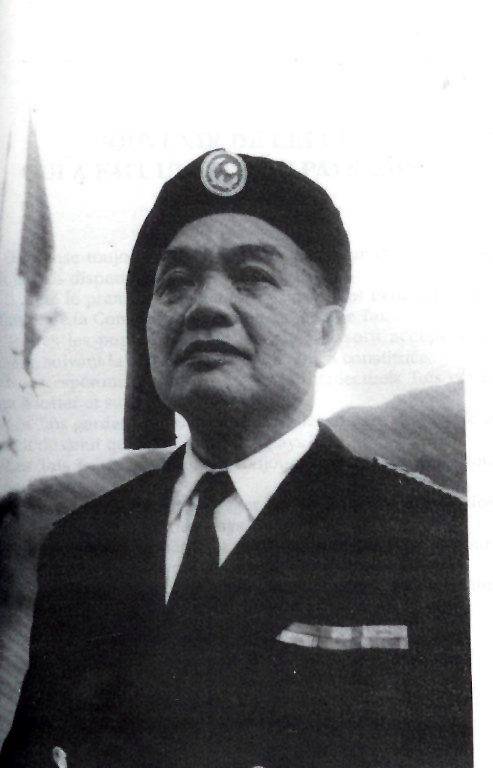
Chúa Đèo Văn Long.
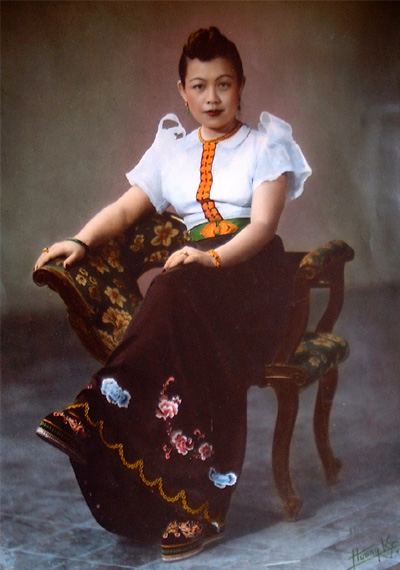
Chúa Đèo Nàng Tỏi.